# Championnat de Singapour de football 2008
Navigation
Saison 2007 Saison 2009
La saison 2008 du Championnat de Singapour de football est la soixante-seizième édition de la première division à Singapour, organisée par la fédération singapourienne sous forme d'une poule unique où toutes les équipes rencontrent trois fois leurs adversaires. Il n'y a pas de relégation puisque les clubs inscrits sont des franchises, à l'image de ce qui se fait dans les championnats australien ou nord-américain. 
C'est le club de Singapore Armed Forces FC, double tenant du titre, qui remporte à nouveau le championnat cette saison, après avoir terminé en tête du classement final, avec deux points d'avance sur Super Reds FC et cinq sur Home United FC. C'est le dixième titre de champion de Singapour du club, qui réussit même le doublé en s'imposant en finale de la Coupe de Singapour face à Woodlands Wellington FC.
À l'issue de la saison, le champion se qualifie pour les barrages de la Ligue des champions de l'AFC et le deuxième se qualifie pour la Coupe de l'AFC. Néanmoins, les franchises « étrangères » comme Super Reds FC, Albirex Niigata Singapour FC ou Dalian Shide Siwu ne peuvent pas s'aligner en compétition asiatique pour représenter Singapour.
La formation chinoise de Liaoning Yuandong est remplacée par une autre équipe chinoise, Dalian Shide Siwu, l'équipe-satellite de Dalian Shide.

## Les clubs participants
| - Home United FC - Sengkang Punggol FC - Singapore Armed Forces FC - Woodlands Wellington FC - Albirex Niigata Singapour FC - Super Reds FC | - Tampines Rovers - Geylang United - Balestier Khalsa FC - Gombak United FC - Young Lions U-23 - Dalian Shide Siwu |

## Compétition
Le barème de points servant à établir le classement se décompose ainsi :
- Victoire : 3 points ;
- Match nul : 1 point ;
- Défaite : 0 point.

### Classement
| Rang | Équipe                       | Pts | J  | G  | N  | P  | Bp | Bc | Diff |
| ---- | ---------------------------- | --- | -- | -- | -- | -- | -- | -- | ---- |
| 1    | Singapore Armed Forces FCTC  | 77  | 33 | 24 | 5  | 4  | 85 | 34 | +51  |
| 2    | Super Reds FC                | 75  | 33 | 24 | 3  | 6  | 68 | 32 | +36  |
| 3    | Home United FC               | 72  | 33 | 23 | 3  | 7  | 75 | 31 | +44  |
| 4    | Tampines Rovers              | 65  | 33 | 20 | 5  | 8  | 66 | 37 | +29  |
| 5    | Gombak United FC             | 52  | 33 | 14 | 10 | 9  | 47 | 39 | +8   |
| 6    | Geylang United               | 45  | 33 | 13 | 6  | 14 | 56 | 57 | -1   |
| 7    | Albirex Niigata Singapour FC | 41  | 33 | 10 | 11 | 12 | 44 | 55 | -11  |
| 8    | Woodlands Wellington FC      | 35  | 33 | 9  | 8  | 16 | 36 | 52 | -16  |
| 9    | Young Lions U-23             | 31  | 33 | 7  | 10 | 16 | 30 | 46 | -16  |
| 10   | Dalian Shide SiwuP           | 22  | 33 | 5  | 7  | 21 | 26 | 75 | -49  |
| 11   | Sengkang Punggol FC          | 19  | 33 | 3  | 10 | 20 | 13 | 54 | -41  |
| 12   | Balestier Khalsa FC          | 17  | 33 | 3  | 8  | 22 | 26 | 60 | -34  |

|  | Qualification pour la Ligue des champions de l'AFC 2009                                  |
|  | Qualification pour la Coupe de l'AFC 2009                                                |
|  | T : Tenant du titre C : Vainqueur de la Coupe de Singapour P : Club débutant en S-League |

## Bilan de la saison
| Championnat de Singapour de football 2008 |                                       |
| Champion                                  | Singapore Armed Forces FC (10e titre) |
| Coupes et trophées                        |                                       |
| Vainqueur de la Coupe de Singapour 2008   | Singapore Armed Forces FC             |
| Qualifications continentales              |                                       |
| Ligue des champions de l'AFC 2009         | Singapore Armed Forces FC (barrages)  |
| Coupe de l'AFC 2009                       | Home United FC                        |
| Promotions et relégations                 |                                       |
| Promus en S-League                        | Aucun                                 |
| Relégués en Division II                   | Aucun                                 |